# المركز الإسلامي الثقافي في جنيف
المركز الإسلامي الثقافي في جنيف، بسويسرا (بالإنجليزية: Islamic Cultural Center in Geneva)‏، هو مركز إسلامي وثقافي ومسجد. بدأ تنفيذ المشروع عام 1975م، واستمر حتى 1978م. وكلف البناء حوالي 21 مليون فرنك سويسري ، على نفقة حكومة المملكة العربية السعودية. ويعتبر المسجد تحفة معمارية، ومن أربعة أكبر مساجد موجودة في سويسرا .

## نبذة عن المركز
يقع المركز الإسلامي الثقافي والمسجد التابع له في حي بيتي ساكوني أحد أرقى أحياء مدينة جنيف السويسرية. أقيم المركز على أرض مساحتها 4000 مترٍ مربعٍ  تحيط بها الحدائق من جميع الجهات وتبلغ مساحة المسطحات بالمركز أكثر من 8000 مترٍ مربعٍ تشمل الجامع الذي يتسع لأكثر من ألف وخمسمائة مُصلٍّ، كما يوجد مكان خاص للنساء يتسع لأكثر من خمسمائة مُصلية.

## نشأة المركز
تبنى فكرة إقامة وبناء المركز الإسلامي الثقافي وأمر بتنفيذها الملك فيصل بن عبد العزيز آل سعود، وكان ذلك عام 1393هـ، الموافق 1972م، وبلغت قيمة الأرض وتكاليف البناء والتجهيز والتأثيث حوالي واحد وعشرين مليون فرنك سويسري، تحملتها حكومة المملكة العربية السعودية والملك خالد بن عبد العزيز، الذي أكمل المشروع بعد وفاة الملك فيصل. بدأ تنفيذ المشروع عام 1975 واستمر حتى 1978. وقد وضع المخطط للمركز والمسجد بشكل عصري حيث يعرف في سويسرا بقبته الزجاجية وأعمدته ومساحاته الشاسعة مما يجعل منه تحفة معمارية بامتياز خاصة النقوش على الجدران التي قام بها حرفيون من المغرب [بحاجة لمصدر]. ويعتبر المسجد من أربعة أكبر مساجد موجودة في سويسرا. رحبت الحكومة السويسرية بإنشاء مثل هذا المركز في جنيف لخدمة بضعة المئات من المسلمين في بدايات السبعينيات.

## افتتاح المركز
تم افتتاح المركز الثقافي الإسلامي في عام 1393هـ، الموافق 1 يونيو 1978م. في حفل حضره الملك خالد بن عبد العزيز آل سعود، وحضره أيضًا رئيس الحكومة الفيدرالية وحكومة جنيف والوزراء وعدد غفير من سفراء الدول الإسلامية والبعثات الدبلوماسية المعتمدة في سويسرا وأيضًا معالي الأمين العام لرابطة العالم الإسلامي وجمع كبير من أبناء المسلمين المقيمين في سويسرا .

## شعار المركز
شعار المركز الثقافي الإسلامي الآية الكريمة: (وَاعْتَصِمُوا بِحَبْلِ اللَّهِ جَمِيعًا وَلَا تَفَرَّقُوا).

## الأهداف والأنشطة
النشاطات الأساسية هي صلاة الجمعة ودروس تحفيظ القرآن التي تعطى في المسجد إما في الصباح أو المساء. وخلال شهر رمضان يقيم إفطارا للمحتاجين وللمسلمين الموجودين في جنيف بالإضافة إلى المحاضرات التي يلقيها بعض المشايخ على هؤلاء بعد الإفطار.
حدد المركز الأهداف والأنشطة كالآتي:
1. إقامة شعائر الدين الإسلامي الحنيف.
2. المحافظة على الأسرة المسلمة وأجيال المستقبل من أبناء وبنات المسلمين من الضياع والتشرد والذوبان في المجتمعات الغربية والتأثر بالتيارات والأفكار الهدامة.
3. التربية الإسلامية والمحافظة على الأخلاق والتقاليد الإسلامية من خلال المعاملة والسلوك والتصرفات والاعتزاز بدينهم وأنهم خير أمة أخرجت للناس.
4. تعليم أبناء وبنات المسلمين العلوم الشرعية وترسيخ العقيدة الإسلامية الصحيحة في قلوبهم وتعليمهم اللغة العربية لغة القرآن الكريم وكل ما ينفعهم ويقودهم إلى ما فيه صلاح دينهم ودنياهم..
5. الدعوة إلى الله بالحكمة والموعظة والقدوة الحسنة.
6. نشر الثقافة الإسلامية بين الشعب السويسري والمقيمين في سويسرا بصفة عامة بكل الوسائل المتاحة والرد على الشبهات التي تثار علي الإسلام والمسلمين.
7. المحافظة على بيوت الله - الجوامع والمساجد - وتعميرها وتحقيق رسالة المسجد من خلالها بالخطب والمواعظ والمحاضرات والدروس وتعليم وتجويد وتحفيظ القرآن الكريم والألفة والمحبة بين أبناء المسلمين ونبذ الخلافات بينهم.
8. السعي الحثيث لدى الحكومة السويسرية للاعتراف بالدين الإسلامي كدين رسمي مثل بقية الأديان في سويسرا وتخصيص مقابر خاصة بالمسلمين في عموم مدن سويسرا .
9. إفطار الصائمين في شهر رمضان من الفقراء والمساكين وأبناء السبيل.
10. استلام زكاة الفطر والمال والصدقات وتوزيعها على المستحقين من أبناء المسلمين.
11. التعاون البناء المستمر مع جميع المراكز والمؤسسات والجمعيات الإسلامية والثقافية المنتشرة في أنحاء سويسرا لتحقيق أهدافها الخيرة والنبيلة في خدمة الإسلام والمسلمين.
12. منع نشر أي موضوع أو حديث يتناول السياسة الداخلية لأي بلد ما داخل المركز والجامع حرصًا على جمع الشمل وتأليف القلوب ونبذ الفرقة.

## دور المركز

### الدور الاجتماعي
الدور الاجتماعي للمركز فهو كبير جدًا، فيتم الاحتفال بعقد الزواج في صالة كبيرة داخل المركز، في الطابق السفلي، حيث يجتمع المدعوون وعائلتا العروسين للاحتفال بزواجهم.
كما يقيم المركز الحوار بين الأديان المختلفة في جينيف. وتحصل اجتماعات دورية في المركز الإسلامي الثقافي بين ممثلين عن المعتقدات المختلفة حيث يدور نقاش في العمق فيما خص القيم الروحية والتعايش بين هذه الأديان واحترام الآخر. خلال هذه اللقاءات يتم شرح الإسلام لهم وإبراز جوانب التسامح والتكافل الاجتماعي الموجودة في صميم العقيدة.
كما أن العديد من الزوار يحضرون إلى المركز مثل طلاب المدارس والجامعات الموجودة في جينيف حيث يتعرفون على المسجد والمئذنة وبقية أجزاء المركز، ويتم الشرح لهم عن كيفية الصلاة وماهية الإسلام.

### الدور التعليمي
يحتوي المركز أيضًا على مدرسة يبلغ عدد التلاميذ فيها أكثر من 600 طفل وطفلة  حيث تعطى الدروس كل أربعاء وكل سبت في ساعات الصباح وبعد الظهر. ويعمل في المدرسة عشرون مدرسا في مختلف المواد التي تعطى في المركز مثل اللغة العربية، وتحفيظ القرآن والتفسير، حتى يتمكنوا من فهم أصول الدين في سن مبكرة. وهناك دروس للبنات وللنساء تعلمهم كيفية التصرف الصحيح، وتشرح لهم أهمية المرأة في الإسلام، وكيف يجب التصرف في المجتمع الغربي البعيد عن عادات الإسلام.
كما يتم تنظيم رحلات للتزلج في الشتاء بالإضافة إلى المخيمات الصيفية التي يحضرها عدد من المشايخ لإعطاء دروس للشباب.
كما يوجد مكتبة ضخمة تحتوي على العديد من الكتب الإسلامية باللغة العربية ولغات أخرى وقاعة مؤتمرات. وصالة كبيرة للمحاضرات والمناسبات الدينية والوطنية والإعلامية ويحتوي أيضًا على مطبخ كبير لاستخدامه في المناسبات. كما يحتوي على غرفة واسعة بها ثلاجة كبيرة مجهزة لحفظ الأموات من المسلمين ريثما يتم غسلهم وتجهيزهم أو بعثهم إلى بلادهم.
أصبح المركز مهم جدًا بالنسبة للسويسريين خاصة في السنوات الأخيرة التي شهدت أعدادا متزايدة من سويسريي الأصول يدخلون الدين الحنيف، ولدى المركز الثقافي الإسلامي العديد من الدروس التي تعطى لهؤلاء. ويصبح المركز للمسلمين الجدد مكانًا للصلاة، وأيضًا مكانًا يلتقون فيه بالمسلمين ويتعرفون عليهم ويصبحون جزءًا من الجماعة التي بدورها تعلمهم تفاصيل الدين بالإضافة إلى اللغة العربية. كما يشاركون بنشاطات المركز الرياضية أو في فترة شهر رمضان ويكرسون الكثير من وقتهم للمركز.
ازدياد عدد معتنقي الإسلام له علاقة بما يرونه في المركز من إسلام وسطي سمح، حيث يتعرفون تعاليم الإسلام من محبة وسلام وعبادة الله الأحد، وأهمية الإسلام في الحياة اليومية للمسلم. فالإسلام يدعو إلى أن يكون المسلم صادقًا، عالي الأخلاق كما يدعو إلى التفكير بالآخرة والعلاقة بين الأعمال التي نقوم بها في الدنيا وما نطمح إليه في الآخرة. وبما أن المجتمع الغربي فقد هذه العلاقة الروحانية مع الخالق حيث لم يعد يهتم أحد بالمواضيع الدينية وأصبحت الدنيا شغلهم الشاغل. والإسلام بقوة عقيدته ورسالته الداعية جميع البشر في تحقيق الحق وخشية الله والمواظبة على عمل الخير يجذب السويسريين ويعيدهم إلى روحانيتهم.

## العلاقة بين المركز والدولة السويسرية
العلاقة بين المركز الإسلامي الثقافي والدولة السويسرية مبنية على الثقة المتبادلة. فالإسلام حديث نسبيًا في سويسرا حيث لا يتجاوز عمره 30 عامًا وبدأ المجتمع السويسري والحكومة بتقبل المسلمين الآن كجزء من النسيج الاجتماعي والسياسي الموجود في سويسرا. ومن جهة المسلمين فهنالك تركيز على حسن العلاقة مع الحكومة والمجتمع، ويتم شرح المعتقدات وأصول الدين بشكل بسيط ليتم استيعابه من قبل الآخرين. وتحافظ الحكومة السويسرية على حق المسلمين بالحصول على مساجد للصلاة وأيضًا على إمكانية التجمع في المراكز الإسلامية الموجودة على الأراضي السويسرية وممارسة الشعائر، وإلقاء الخطب الدينية، وإعطاء الدروس والعمل الدعوي من دون أي مضايقة من قبل الجهات الرسمية. المشكلة الوحيدة التي حصلت بين المسلمين والحكومة السويسرية خلال 30 سنة من التعايش هي قرار منع الأذان في المساجد في أواخر عام 2009.
ولكن هذا القرار جاء بطلب من حزب يميني متطرف لا يمثل تعددية المجتمع السويسري. وقد تم تمرير القرار في البرلمان بسبب جهل النواب بأمور الإسلام وأهمية الأذان للمسلمين، وأيضًا بسبب الصورة النمطية في الغرب عن المسلمين وتحديدًا بعد أحداث 11 أيلول 2001.
والقائمون على المركز والممثلون عن الجاليات المسلمة يعملون مع عدد من النواب في الحكومة المحلية والفيدرالية لإعادة السماح بالأذان في المساجد.

## الاعتمادات المالية
يعتمد المركز الثقافي الإسلامي في مصروفاته المختلفة على إيراد العقار الذي تم بناؤه على نفقة الملك خالد بن عبد العزيز، وعلى الدعم المستمر من حكومة المملكة العربية السعودية، وللمركز مجلس تأسيسي رفيع المستوى ومدير عام لإدارتها.

## وصلات خارجية
- المركز الإسلامي الثقافي في جنيف الموقع الرسمي